# Oxytrigona mellicolor
Oxytrigona mellicolor är en biart som först beskrevs av Alpheus Spring Packard 1869.  Oxytrigona mellicolor ingår i släktet Oxytrigona och familjen långtungebin. Inga underarter finns listade i Catalogue of Life.